# Кориневский, Виктор Григорьевич
Виктор Григорьевич Кориневский — советский и российский геолог, доктор геолого-минералогических наук. Основные направления работ — историческая геология, стратиграфия и петрография. Исследовал и подробно описал хронологию, характер и влияние вулканических процессов на формирование южной части Урала. Работы Кориневского использовались при составлении различных геологических карт, в том числе Государственной геологической карты СССР масштаба 1:200 000. Автор более 210 статей и монографий.

## Биография
Родился 28 июля 1937 года в селе Покровское Луганской области, Украинской ССР, в семье партийных работников. В 1946 году он вместе с родителями, братом и сёстрами переехал в г. Дунаевцы Хмельницкой области, где и окончил десятилетнюю школу. В детстве часто ходил в походы, где у него и возник интерес к геологии. В 1959 году окончил с отличием Московский геологоразведочный институт, по окончании которого в 1959 году был направлен в Институт геологических наук АН КазССР. В 1961 году он сочетался браком с Ириной Ивлевой, в замужестве Кориневской, с которой впоследствии у них родились двое детей: Евгений и Наталья. В 1969 г. стал кандидатом наук.
В 1970 году был приглашен на работу в Ильменский заповедник АН СССР(г. Миасс)). В 1986 году защитил докторскую диссертацию на тему «Геологическая история палеоокеанических бассейнов Южного Урала», где представил новый взгляд на геологическую историю Урала с точки зрения тектоники плит. В 1988 году на базе научных лабораторий Ильменского заповедника был организован Институт минералогии УрО РАН, где Кориневский продолжил работать до конца жизни главным научным сотрудником, ежегодно проводя полевые экспедиционные минералогические исследования.
Скончался 22 июня 2021 года в Миассе.

## Научная деятельность
Кориневский посвятил свою научную деятельность определению состава и возраста горных пород Уральского складчатого пояса. Им открыто более 300 местонахождений ископаемой фауны и флоры, возраст которых дал основания для внесения существенных уточнений в стратиграфию палеозойской страты Южной части Урала. В частности, Кориневским были обнаружены среднедевонские конодонты в слоях вулканических пород Мугоджар, которые ранее считались силурийскими.
Он впервые выделил и описал комплекс параллельных диабазовых даек в районе реки Шулдак, как следствие растяжения земной коры на дне Уральского палеоокеана. Работы Кориневского по изучению данного комплекса послужили основанием для Уральской палеоокеанологической экспедиции (1980—1982) под руководством морского геолога Л. П. Зоненшайна и палеовулканолога Коротеева В. А., впоследствии академика РАН. В xоде экспедиции были собраны сведения для написания монографии «История Уральского палеоокеана», в которой Кориневскому принадлежит несколько крупных разделов. Эта монография является наиболее цитируемым источником по геологической истории Урала.
Кориневский обнаружил самую крупную на Урале провинцию вулканических работ щелочной разновидности (чанчарский комплекс). Он подробно изучил описал геологические процессы, возраст и состав слагающих её пород, в числе которых была обнаружена новая горная порода, названная чанчаритом.
В ходе экспедиций в районе Мугоджарских сопок Кориневский обнаружил новый тип вулканогенно-осадочных отложений, который был назван подводным вулканоколлювием. Присутствие данного типа отложений указывает на сейсмоактивность древних островных вулканических дуг.
Кориневский установил древнейшую олистостромовую формацию в метаморфических комплексах, следы которой позже были обнаружены в других частях Урала, что является важным открытием в геологии Урала.
В Ильменском заповеднике, за 20 лет совместной работы с сыном, Е. В. Кориневским, они обнаружили более 25 новых пород, собрали доказательства потенциальной платиноносности кварцитовых толщ Ильменских гор. Основные итоги работ по Ильменcкому комплексу подведены в монографии Кориневских «Новое в геологии, петрографии и минералогии Ильменских гор» и в более чем 50 научных статьях.